# Сентинелци
Сентинелците (също наричани Сентинели) са местните жители на Северен Сентинел, остров на Андаманския архипелаг в Бенгалския залив. Островитяните отказват контакт с външния свят и са практически единствените хора, които остават недокоснати и незасегнати от съвременната цивилизация.
Обществото на Сентинелите е основно от ловци-събирачи. Занимават се предимно с лов, риболов, и събиране на диви растения. Няма доказателства нито за селскостопански практики, нито за методи за създаване на огън. Техният език остава неквалифициран и не е взаимно разбираем с езика Джарава  на техните най-близки съседи.
Населението им не може да бъде точно определено, но за максимум е изчислено на 500 души. Не е открит никакъв средносрочен или дългосрочен ефект върху населението на острова, произтичащ от земетресението в Индийския океан през 2004 г. довело до цунами, освен получено потвърждение, че са оцелели непосредствено след това .
Сентинелите, както и други коренни жители на Андаманския архипелаг, са често описвани като negritos - термин, който се прилага към различни отдалечени народи в Югоизточна Азия, като например Семанг на Малайския полуостров, Аета на Филипините, както и други народи в Австралия, включително и местното население на Тасмания. Определящите характеристики на тези negrito народи включват сравнително нисък ръст, тъмна кожа и афро-текстурирана коса.
Въпреки че не са установени близки контакти, авторът Хайнрих Харер описва един мъж, който е висок 1.6 м и е видимо левичар.. Британска експедиция от 1880 г., водена от Морис Видал Портман съобщава, че техните методи за готвене и обработване на храна приличат на тези на Онге, а не на аборигените на Великия Андаман .